# Tungal Metrou
Tungal Metrou este o companie de construcții din România.
Până în anul 1991, compania s-a numit Antrepriza Exploatare Lucrări Construcții Subterane (AELCS).
Compania a construit 485 de kilometri de tunele pentru metroul din București.
Între 1991 și 1994 compania a mai continuat anumite lucrări de metrou, începute înainte de 1989.
În anul 1994, Tungal Metrou a fost privatizată și a trecut la realizarea de lucrări la suprafață.
Din 1994 și până în 2009, compania a participat la construcția a peste 150 de obiective civile și industriale.
Tungal Metrou face parte din Grupul Tungal, care cuprinde nouă firme, și care a avut o cifră de afaceri de 230 de milioane de lei (62 milioane euro) în anul 2008.
Tungal Metrou a înregistrat, în 2005, o cifră de afaceri de 35,6 milioane lei (circa 9,8 milioane euro) și un profit net de 228.542 lei.